# Língua lopit
A língua Lopit é um idioma Nilótico Oriental falado por cerca de 50 mil pessoas no estado Equatória Oriental do Sudão do Sul. Faz parte da sub-família Lotuko-Teso, sendo relacionado com as línguas Lotuko, Turkana e Massai.. A língua tem ordem de palavras V.S.O e apresenta complexo sistema de tons.

## Dialetos
A língua Lopit apresenta seis dialetos: Ngabori, Dorik, Ngotira, Omiaha, Lohutok e Lolongo.

## Escrita
A língua Lopit usa o alfabeto latino numa forma que não tem as letras Q, V, X, Z, mas usa Ny e Ŋ.